# فابین گارسیا
فابین گارسیا (انگلیسی: Fabien Garcia؛ زادهٔ ۱۴ ژوئیهٔ ۱۹۹۴) بازیکن فوتبال اهل فرانسه است که در پست مدافع بازی می‌کند.
از باشگاه‌هایی که در آن بازی کرده‌است می‌توان به باشگاه فوتبال گنگام اشاره کرد.